# Sigmund Aschrott

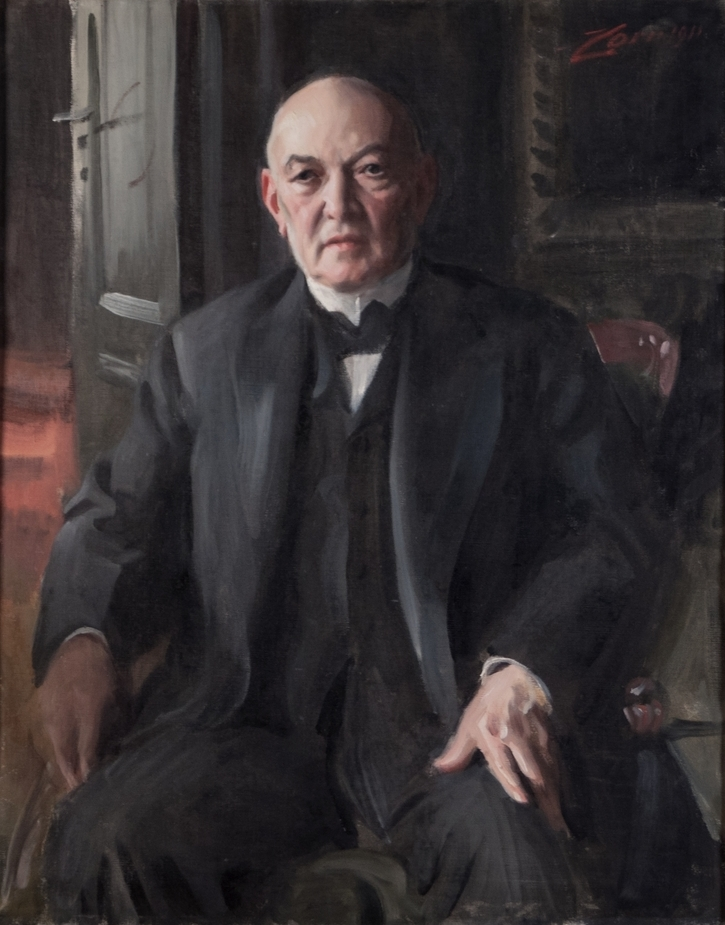
Sigmund Aschrott, 1911

Sigmund Aschrott (* 14. Juni 1826 in Hochheim am Main; † 5. Mai 1915 in Berlin) war ein deutsch-jüdischer Kaufmann, Industrieller, Bankier und Immobilienunternehmer. Er erschloss den so genannten Vorderen Westen, einen Stadtteil von Kassel.

## Leben

### Familie
Sigmund Aschrott heiratete 1855 Anna Hertz (1833–1890), sie ist als Namensgeberin für die Annastr. in Kassel anzusehen. Die fünf Kinder, Sohn Paul Felix und die vier Töchter Julie (Ehemann Victor v. Boschan, Wien), Hedwig (Alphonse Strauss, London), Olga (Dr. Alfred Mengers, Berlin) und Marie (Artur v. Boschan, Wien), ließ das Ehepaar taufen.

### Verleger
Nach einer kaufmännischen Lehre in Frankfurt am Main, die Eltern sind bereits 1836 von Hochheim nach Kassel zurückgekehrt, wechselte S. Aschrott 1844 in den väterlichen Leinenhandel und baute diesen in einen Verlag um. Während bisher die Weber ihre Wochenproduktion an den Händler verkauften und dafür Geld und Garn bekamen, ließ S. Aschrott die Heimweber in nordhessischen strukturschwachen Gebieten wie Melsungen, Spangenberg, Eschenstruth und dem Meißner Auftragsbestellungen anfertigen. Großaufträge beschaffte er sich von Eisenbahngesellschaften und Unternehmen einer stark anwachsenden Industrie. Den erwirtschafteten Mehrwert investierte der Verleger zu einem Teil in die Veränderung und Erneuerung der Webstühle. Mit dem größten Teil des Gewinns kaufte er große Landflächen auf oder legte sein Geld am Kapitalmarkt an. Den Wechsel zur industriellen Leinenfertigung übernahmen in Kassel und Umgebung schließlich viele von Aschrotts ehemaligen Mitarbeitern.

### Großgrundbesitzer
Ab Mitte der 1860er Jahre kaufte Aschrott westlich der letzten in kurfürstlicher Zeit entwickelten Stadterweiterung, der sogenannten Friedrich-Wilhelm-Stadt, große Landflächen der Gemarkungen Kassel, Wehlheiden, Kirchditmold und Wahlershausen. Die von ihm vorangetriebenen Straßen- und Platzanlagen, Kanalisation sowie Baumpflanzungen wurden anfangs von seinem „Baukonsortium“, schließlich von ihm allein betrieben und vorfinanziert. In dem ersten Bauabschnitt vom Ständeplatz bis Querallee verfügte der Unternehmer nicht über die Gesamtfläche und die Umsetzung stockte immer wieder, weil Kleinanleger blockierten, um mit ihren Flächen einen maximalen Gewinn zu erwirtschaften.

### Stadtteilplaner
Bei der Umsetzung im Abschnitt ab der Querallee nach Westen Richtung Habichtswald mit Blick auf den Herkules hatten die Planer mit erheblichen Höhenunterschieden zu kämpfen. In diesem Teil benutzte man zusätzlich zur Erschließung Diagonalverbindungen im Straßenraster, die dem aktuellen Trend im Städtebau entsprachen. Eine Blockrandbebauung mit vier- oder fünfgeschossigen Baublöcken stellte für die Quartiergestaltung die optimale Form dar, um einen tragenden Gewinn zu erwirtschaften. Für die Planungen selbst waren der Unternehmer Aschrott sowie der bei ihm beschäftigte Privatbaumeister Wilhelm Neumann verantwortlich. Die Zusammenarbeit mit der Stadt, vertreten durch Oberbürgermeister Emil Weise, wurde über städtebauliche Verträge und ein 1884 veröffentlichtes Statut geregelt. Besonderes Gewicht legten die Planer darauf, die Längsstraßen gleich der Wilhelmshöher Allee zu projektieren, damit der Blick zum Herkules möglich war. Mit Querverbindungen wurden diese Trassen zueinander in Beziehung gesetzt. Die breiteste dieser Verbindungsstraßen wurde „Aschrottstraße“ genannt. Mit dem Blick zum Herkules zogen die Planer eine absolutistische Annahme über die Abhängigkeit des Untergebenen vom Regenten mit ein. 
Bereits Ende der 1860er Jahre versuchte der Unternehmer in dem entstehenden Stadtteil eine Pferde-Eisenbahn ins Leben zu rufen, scheiterte jedoch am Widerstand der Verwaltung. Mitte der 70er schlug Aschrott einen Durchgangsbahnhof unweit des heutigen Bahnhofs Kassel-Wilhelmshöhe vor. Hier stellten sich Kasseler Kaufleute massiv gegen weitere Planungen, weil mit der schwerpunktmäßigen Verlagerung des Schienenverkehrs der Hauptbahnhof an Attraktivität verloren und folglich die Geschäfte Umsatzeinbußen gehabt hätten. Neben seinem besonderen Projekt für „Gehobenes Wohnen“ in Kassel führte der Großgrundbesitzer, wie bisher ermittelt, weitere Wohnungsquartiere in Berlin-Pankow, Frankfurt und Chemnitz aus.

### Heereslieferant
Im Krieg gegen Frankreich 1870/71 belieferte Aschrott federführend einen großen Teil der preußischen Armee (über 100.000 Mann und Pferde) mit Lebensmitteln und Futter, bis er Ende 1870 von allen Aufgaben wegen einer angeblichen Bestechung eines Beamten seiner Funktion entbunden wurde. Das Kreisgericht Kassel wies den Vorwurf der Bestechung zurück, „da der Tatbestand nicht zu erkennen sei“.

### Anfeindungen
Antisemitische Angriffe blieben nicht auf die militärische Kommandantur beschränkt. Aschrott schlug ebenfalls Ablehnung durch jüdische Glaubensbrüder, ebenso wie durch Kasseler Geschäftsleute, die mit dem Ausbau des neuen Hohenzollernviertel eine Verlagerung des Handels kommen sahen, entgegen. Gleichfalls lassen sich Feindseligkeiten auf allen Ebenen der Verwaltung nachweisen. Die antisemitische Berliner Presse wurde erst spät auf den Unternehmer aufmerksam, um ihn mit gängigen Verleumdungen, wie Wuchergeschäften, Nothandel, Güterschlachten oder einem Nobilitierungsantrag, zu denunzieren. In nationalsozialistischer Zeit zerstörten Kasseler Bürger den von ihm anlässlich des Rathausbaus gestifteten „Aschrottbrunnen“. Sie rissen den Obelisk um und pflanzten in das Wasserbecken Blumen. Der Volksmund bezeichnete die Stätte als „Aschrottsgrab“. 
Nach 24-jährigem Bemühen gelang es Aschrott, zum Kommerzienrat berufen zu werden, bis dahin scheiterte die Ernennung stets am Veto des Kriegsministeriums, bis im Jahr 1900 die Leitung des 11. Armeekorps in Kassel den Antrag unterstützte. Nachdem der Bankier das besondere Anliegen Wilhelms II., den Ausbau der Saalburg wie ebenfalls dessen „Privatschatulle“, mit großzügigen Geldspenden unterstützte, folgten weitere Auszeichnungen wie die Verleihung des preußischen Kronenordens 2. Klasse und des Roten Adlerordens 3. Klasse sowie die Ernennung zum Geheimen Kommerzienrat.

### Aschrott-Mausoleum

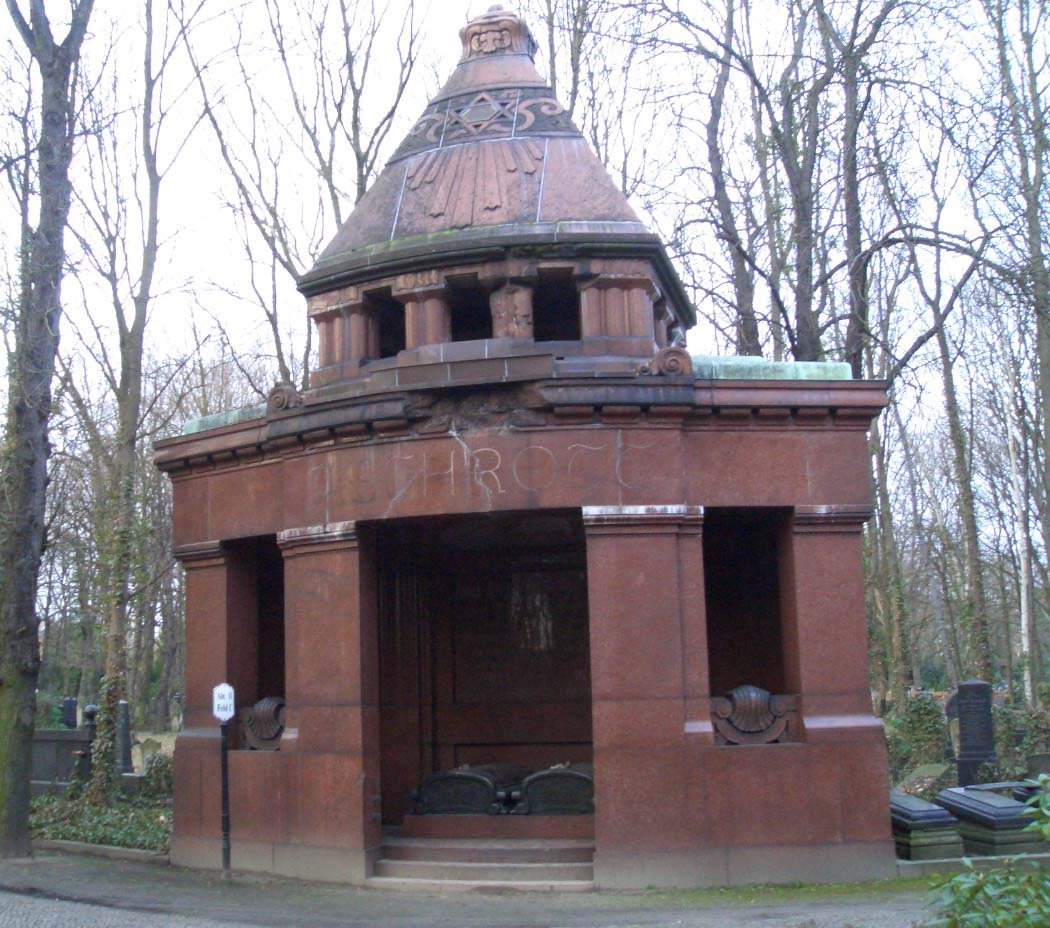
Monumentales Mausoleum aus rotem Granit von Bruno Schmitz, Jüdischer Friedhof Berlin-Weißensee

Die letzte Ruhe fand das Ehepaar Aschrott auf dem jüdischen Friedhof in Berlin-Weißensee (Feld C) in dem vom Architekten Bruno Schmitz entworfenen und 1903 bis 1904 unter Leitung des Architekten Georg Roensch erbauten Mausoleum. Der bronzene Zierrat am Mausoleumsbau wurde bei der Friedrichshagener Firma Gladenbeck nach Vorlagen des Bildhauers Gotthold Riegelmann gegossen. Für den Entwurf des Grabhauses, welches heute noch das größte und aufwändigste in Berlin sein soll, ließ er Vorstellungen für Großdenkmäler der wilhelminischen Epoche einfließen. Von ihm stammen auch das Kaiser-Wilhelm-Nationaldenkmal am Kyffhäuser und das Völkerschlachtdenkmal in Leipzig.
1904 ließ Aschrott seine 1890 in Wien verstorbene Frau Anna in das Mausoleum umbetten, wie aus den Akten der Totenkartei in der Friedhofsverwaltung hervorgeht.

### Stadtteil heute
Nach fast vollständiger Zerstörung der Altstadt im Zweiten Weltkrieg wurde Aschrotts stadtplanerisches Werk, der heutige  Vordere Westen, mit seinen Kulturdenkmalen und den begrünten Straßen und Plätzen zu einem der beliebtesten Wohnstandorte Kassels.

## Aschrotts Spenden und Stiftungen
Mit umfassenden Spenden unterstützte Aschrott öffentliche und private Einrichtungen und Projekte wie das Krieger-Denkmal, den Aufbau des Kasseler Tivoli, die Naturforscher-Versammlung, den Fremdenverkehr, den vaterländischen Frauen-Verein, den Frauenverein für Krankenpflege, Ausstattung des jüdischen Waisenhauses, die Aussteuerstiftung seiner Eltern und den Aschrottbrunnen vor dem Rathaus. Weiter übereignete er Grundstücke für den Bau verschiedener Kirchen sowie Gelder für die Errichtung der Stadthalle und gründete einen Fonds für hilfsbedürftige Familienmitglieder.
Mit den Stiftungen wie das „Dr. Aschrott Wohlfahrtshaus“ und der Einrichtung „Marie v. Boschan-Aschrott Altersheim“ sowie der Schenkung umfassender Grundstückareale an die Stadt Kassel setzten sein Sohn Paul Felix Aschrott (Landgerichtsdirektor) und seine jüngste Tochter Marie v. Boschan die Wohltätigkeitsbemühungen des Vaters fort.

## Aschrottsche Stiftungen
Siehe: Paul Felix Aschrott.